# Alan Martin
Alan Martin (Worthing, 4 agosto 1966) è un fumettista britannico, noto principalmente per la realizzazione della serie a fumetti di Tank Girl.

## Biografia
Martin conobbe Jamie Hewlett nel 1986 al Worthing Art College. Con il collega studente Philip Bond iniziarono a collaborare a una fanzine di fumetti chiamato Atomtan. La serie Tank Girl esordì nel primo numero della rivista Deadline nel 1988, dove venne pubblicata fino alla chiusura della testata nel 1995.